# Arcane Rain Fell
Arcane Rain Fell ist das zweite Studioalbum der schwedischen Gothic-Metal-Band Draconian. Es erschien am 24. Januar 2005 über Napalm Records. Bei dem Album handelt es sich um ein Konzeptalbum, dass den Fall Luzifers aus dessen Sicht schildert.

## Entstehung
Nach der Veröffentlichung ihres Debütalbums Where Lovers Mourn begannen Draconian bereits die Arbeiten an dem zweiten Album, wobei das Lied Death, Come Near Me von der Demo Dark Oceans We Cry lediglich neu aufgenommen wurde. Die Aufnahmen fanden im Studio Underground unter der Aufsicht von Pelle Saether statt. Neben den Mitgliedern von Draconian agierte Ryan Henry als Gastmusiker auf dem Album; er ist der Sprecher der vereinzelt vorkommenden eingesprochenen Verse.
Sänger Anders Jacobsson beschreibt die Aufnahmen als „comicartig“. Musiker und Produzent hätten gleichermaßen Nerven verloren. Den Zeitplan habe man nach kurzer Zeit aus den Augen verloren. Abschließend habe es jedoch viel gebracht, mit Saether zu arbeiten.
Das Album erschien am 24. Januar 2005 weltweit als CD über Napalm Records und das unterlizenzierte Label Icarus Music.

## Titel
Das Konzeptalbum folgt der Geschichte von Luzifer, welcher sich gegen Gott wendet, und wird aus der Sicht Luzifers erzählt, wobei jedes Lied einen eigenen Abschnitt in der Geschichte abhandelt. Laut Anders Jacobsson spielen dabei die „emotionale und philosophische Sicht auf Spiritualität und Unabhängigkeit“ der Engel eine wichtige Rolle. Zentrales Thema des Albums sei das Verhalten Gottes und seine Rolle als Tyrann, dessen „angeblich heiliges Licht eine verblendende Täuschung darstellt“.

### A Scenery of Loss
Das Lied thematisiert die wachsenden Abscheu Luzifers gegenüber Gottes Liebe für die schwachen Menschen („stained creation“), er sieht sich von Gott betrogen und stellt sein eigenes Leben als Lüge dar („all of my life’s a lie“). Doch obwohl Gott ihm seine Würde genommen habe, würde er über dessen Lügen stehen („even thou he stole my pride / I stand upon his lies“). Luzifer bekennt, seine Liebe für den Himmel verloren zu haben („in my doleful ocean lies the love I've lost… / …for heaven, my sorrow“). Das Lied endet mit einem Auszug aus dem Stück Cain von George Gordon Byron.
„homage he has from all – but none from me:
i battle it against him, as i battled in highest heaven – through all eternity,
and the unfathomable gulfs of hades, and the interminable realms of space,
and the infinity of endless ages… all, all, will i dispute“

### Daylight Misery
Im zweiten Lied wendet sich Luzifer endgültig von Gott und dessen Maskerade ab („away I walk to ye doleful masquerade“) und offenbart ihm dabei, unter seiner Herrschaft nie Glück empfunden zu haben („if you ever saw me smile, you should know I felt sick inside“). Die von Luzifer angesprochene Maskerade soll Gottes Grausamkeit verbergen („No god is as cruel, as god itself“), und er (Luzifer) könne nicht länger mit ansehen, wie das Schöne verfällt („and I watch how the beauty dies“).

### The Apostasy Canticle
Im dritten Lied berichtet Luzifer von der Schöpfung der Welt, mit der die Freiheit der Engel verloren ging („and the cosmos was formed / too late we knew our freedom was lost“) und Gott die Engel seinem Willen unterwarf („he blinded us; polluted our minds“). Luzifer macht es sich zur Aufgabe, der Welt das wahre Gesicht Gottes zu offenbaren („I will show the world god’s true face“). Das Lied endet mit einem Auszug aus John Miltons Gedicht Paradise Lost.
„is this the region, this the soil, the clime,
this the seat that we must change for heav’n,
this mournful gloom for that celestial light?
be it so, since hee who now is sovran can dispose and bid what shall be right:
fardest from him is best whom reason hath equald
force hath made supreme above his equals
farewel happy fields where joy for ever dwells:
hail horrours, hail infernal world, and thou profoundest hell
receive thy new possessor:
one who brings a mind not to be chang'd by place or time“

### Expostulation
Der vierte Titel ist eine Rede Luzifers. Er spricht Gott mit seinen verschiedenen Namen an („Adonai, Elohim, El Shaddai“) und nennt ihn den „Herr der Lügen“ („father of lies“). Er offenbart Gott seine Absichten und wendet sich offen gegen ihn („and I serve thee, henceforth… no more“). Die Engel würden ihn (Luzifer) als Erlöser ansehen („raise me a saviour“) und Gott als Lügner offenbaren („crown thee a liar“).

### Heaven Laid in Tears (Angels’ Lament)
Im fünften Lied ruft Luzifer offen zum Kampf gegen die Lügen des Himmels auf („behold the skies, they're full of lies“), nachdem die Engel immer wieder vor Gott auf die Knie gegangen wären und ihre Ehre haben fallen lassen, während sie seine Ehre stets verteidigten („so long we have murdered our honor, while protecting thine“). Doch nun würden sie nicht mehr auf die Knie gehen („no longer our knees we shall bend“), bereit zu sterben, um anschließend erneut emporzusteigen („soon to die… to rise again“). Nach allem, was die Engel für Gott taten, ist Luzifer der Meinung, dass Gott ihnen sein Leben schulden würde („I have realised that god owes us his life“).

### The Abhorrent Rays
Im sechsten Lied werden Konsequenzen von Luzifers Handlungen deutlich. Nach dem Krieg in der Nacht liegt der Himmel zum Morgengrauen in Trümmern („the mist of dawn brought ruin and demise“). Luzifers Bemühungen waren vergeblich, der Himmel würde trotzdem wieder in seinen ursprünglichen Zustand zurückkehren („returning into a world of shallowness and lies“). Luzifer flieht in die lasterhafte Welt der Menschen, in welcher er sich versteckt („among the deficient humankind I'm concealed“), und irrt dort einsam umher („alone and aimless“), stets seine Trauer um den Himmel und die Engel mit sich tragend.

### The Everlasting Scar
Das siebente Lied ist eine Art Abschiedsgesang von Luzifer an Gott. Luzifer würde Gott überall sehen („I see you in every shade“), doch er würde niemals in den Himmel zurückkehren und sich stattdessen dem Tod zuwenden („I won't return, to death I turn“).

### Death, Come Near Me
Im letzten Lied fleht Luzifer den Tod an, ihn zu sich zu holen („o, death, come near me, be the one for me“), da er (Luzifer) versagte habe („in life I've failed“) und das Leid der Welt um ihn herum („pain and sorrow of the world“) nicht mehr ertragen könne.

## Musikstil
Musikalisch orientiert sich Arcane Rain Fell am Vorgänger Where Lovers Mourn, sei laut Markus Endres jedoch „noch härter, dunkler“. Besonders das erste Lied würde mit seinen „melodischen Gitarrenriffs“ und „dezenten Keyboard-Soundteppichen“ sowie den „abwechselnd klarem Gesang und tiefen Growls“ an My Dying Bride erinnern. Auch bei BWLinz von vampster.com weckt das erste Lied Erinnerung an My Dying Bride. Der weibliche Gesang sei etwas zurückgeschraubt worden, Sängerin Lisa Johansson würde dennoch mit ihrem „angenehmen, warmen Gesang“ überzeugen. Die Lieder seien sehr abwechslungsreich, so gäbe es im Lied 'Heaven Laid in Tairs (Angels’ Lament)' neben „schleppenden Doom-Passagen“ auch eine „wunderschöne, filigrane Gitarrenmelodie“, während 'The Apostasy Canticle' langsam beginnen würde, um sich dann „in wahren Ausbrüchen zu gipfeln mit härterem Riffing“ und „angezogenem Tempo“. Die Growls seien tief.

## Rezeption
Für Markus Endres von Metal.de würden Draconian „wahrhaft erlesenen Leckerbissen“ liefern. Das Album sei „noch härter, dunkler und der Perfektion ein Stückchen näher“. Bereits mit dem ersten Titel stelle sich eine „schaurig schöne Atmosphäre“ ein, voll „dunkler Romantik“. Der Wechselgesang würde an Theatre of Tragedy erinnern, sei jedoch „viel besser umgesetzt“., mit einem weiblichen „angenehmen, warmen Gesang“ und „tiefen Growls“. Der Klang des Albums wäre „fantastisch“, alle Instrumente „sind bestens ausgepegelt“. Endres vergab 8 von 10 Punkten.
Alex Straka von Powermetal.de sieht in dem Album einen „Rundumgenuss für Gothic/Doom-Liebhaber und musikalische Trauerweiden“. Die einzelnen Lieder würden mit Abwechslung überzeugen. So sei etwa 'A Scenery Of Loss’ ein „neuminütiges Monumentalmonster“, bei dem die Riffs „messerscharf aus den Boxen hämmern“. Die Keyboardsounds auf dem Album seien „sehr gelungen“. Der weibliche Gesang wäre „unglaublich sanft“, allerdings „alles andere als typisch engelsgleich“. Die Growls beschreibt er als „brutal“. Der Klang sei „allererste Sahne“ und käme „transparent und brillant rüber“.
Ebenfalls positiv urteilt reini von stormbringer.at. Das Album sei frei „jeglicher Klischees“ und würde den Hörer in eine Welt „voller Melancholie, Traurigkeit, Düsternis“ entführen, beginnend mit dem von Schwermut und den variablen Gesangstilen gekennzeichneten 'A Scenery of Loss', bis hin zum „Monumental Opus 'Death, Come Near Me'“, welches eine „zutiefst depressive Grundstimmung offenbart“ und das Album „mehr als angemessen ausklingen lässt“. Das Album erhielt 4 von 5 Punkten.